# Calvin Davis
Calvin Davis, född 2 april 1972 i Eutaw i Alabama, död 1 maj 2023 i Springdale i Arkansas, var en amerikansk friidrottare som tävlade i häcklöpning.
Davis deltog vid tre internationella mästerskap. Vid inomhus-VM 1995 tävlade han på 400 meter och slutade där sexa på tiden 47,19. Vid samma mästerskap ingick han i stafettlaget på 4 x 400 meter som vann guld. 
Året efter deltog han vid Olympiska sommarspelen 1996 i Atlanta där han blev bronsmedaljör på 400 meter häck på tiden 47,96. Han deltog även vid VM 2001 i Edmonton på den långa häcken, men denna gång blev han utslagen i semifinalen.

## Personliga rekord
- 400 meter häck - 47,91